# True Mothers
Pour plus de détails, voir Fiche technique et Distribution.
True Mothers (朝が来る, Asa ga kuru) est un film japonais réalisé par Naomi Kawase, sorti en 2020.
Le film a reçu le label du Festival de Cannes 2020.

## Synopsis
Satoko et son mari Kiyokazu ne parviennent pas à avoir d'enfant, et leurs tentatives de fécondation in vitro n'aboutissent pas. Ils décident alors d'en adopter un. Hikari est une adolescente de 14 ans enceinte d'un camarade d'école. Craignant pour son avenir, sa famille la pousse à abandonner son enfant. Satoko et Kiyokazu vont adopter Asato, le fils d'Hikari. Lors de la remise de l'enfant, ils rencontrent Hikari, qui leur remet une lettre destinée à son fils. 
Après la naissance, Hikari n'arrive pas à reprendre ses études et en veut à sa famille qui l'a insuffisamment soutenue. Elle part de chez elle, travaille temporairement pour le foyer qui l'avait recueillie à la fin de sa grossesse, ce qui lui permet d'obtenir les coordonnées du couple ayant adopté Asato. Elle va ensuite à Tokyo où elle trouve un emploi de distributrice de journaux. Elle se retrouve dans une situation financière précaire, car une de ses amies a contrefait sa signature pour la garantie d'un prêt. Hikari est désormais menacée par des petits malfrats. 
Elle décide alors de contacter Satoko et Kiyokazu, disant qu'elle souhaite reprendre son fils, ou à tout le moins, qu'ils lui donnent de l'argent. Elle menace sinon de révéler à leur entourage et à Asato qu'il est un enfant adopté. Satoko répond que l'adoption d'Asato n'a jamais été un secret, qu'Asato lui-même est au courant, qu'il sait qu'il a une autre mère et qu'elle lui lit régulièrement la lettre qu'Hikari lui a laissée. 
Hikari part, bouleversée. Peu après, des policiers rendent visite à Satoko, car Hikari a disparu et son employeur s'inquiète. Satoko retrouve Hikari, et lui présente Asato. 

## Fiche technique
- Titre : True Mothers
- Titre original : 朝が来る (Asa ga kuru?)
- Réalisation : Naomi Kawase
- Scénario : Naomi Kawase et Izumi Takahashi (ja), d'après le roman homonyme de Mizuki Tsujimura[1]
- Musique : Akira Kosemura (ja) et An Tôn Thât
- Décors : Setsuko Shiokawa
- Costumes : Miwako Kobayashi
- Photographie : Naomi Kawase, Yuta Tsukinaga et Naoki Sukabira
- Son : Roman Dymny, Olivier Goinard
- Montage : Tina Baz, Yôichi Shibuya et Roman Dymny
- Production : Yamiko Takebe (producteur), Naoya Kinoshita (producteur délégué)
- Société de production : Kino Films
- Sociétés de distribution : 
  - Kino Films (Japon)
  - Haut et Court (France)
- Pays de production :  Japon
- Langue originale : japonais
- Format : couleur — 2,35:1
- Genre : drame
- Durée : 139 minutes
- Dates de sortie :
  - Canada : 16 septembre 2020 (Festival international du film de Toronto)
  - Japon : 23 octobre 2020[2]
  - France : 28 juillet 2021[3]
- Classification : Tous publics[3]

## Distribution
- Hiromi Nagasaku : Satoko Kurihara
- Arata Iura : Kiyokazu Kurihara
- Aju Makita : Hikari Katakura
- Miyoko Asada : Shizue Asami
- Reo Satō : Asato Kurihara
- Taketo Tanaka : Takumi Asō
- Hiroko Nakajima : Takako Kakatura, la mère d'Hikari
- Tetsu Hirahara : Masaru Kakatura, le père d'Hikari
- Ren Komai : Misaki Kakatura, la sœur d'Hikari
- Rio Yamashita
- Kokoro Morita
- Masami Horiuchi
- Hiroshi Yamamoto
- Msaki Miura
- Shōko Ikezu
- Ryuya Wakaba
- Munetaka Aoki (en)
- Gō Rijū : Takeshi Hamano
- Hitomi Hizuki
- Natsumi Ishibashi

## Accueil

### Promotion
En juin 2020, une première bande annonce du film est dévoilée.

### Sortie
Sélectionné pour le festival de Cannes 2020, celui-ci est néanmoins annulé du fait du confinement de 2020 en France, mais le film reçoit tout de même un label de la part du festival.

### Critiques
En France, le site Allociné recense une moyenne des critiques presse de 3,6⁄5.

## Distinctions

### Sélections
- Label Festival de Cannes 2020[7]
- Festival international du film de Saint-Sébastien 2020 : en compétition pour la Coquille d'or